# Hans Hinkel
Hans Hinkel (né le 22 juin 1901 à Worms, mort le 8 février 1960 à Göttingen) est un fonctionnaire nazi allemand.

## Biographie
Hinkel, fils d'un artisan, entre dans le corps franc de l'Oberland (de) en 1920 et, étudiant, adhère au NSDAP l'année suivante. Il participe au putsch de la Brasserie. Hinkel revient au NSDAP lors de sa refondation. En 1928, il est rédacteur pour Kampfverlag, un organe de presse, puis au Völkischer Beobachter de 1930 à 1932. Il y relaie les idées du mouvement völkisch et de la Ligue militante pour la culture allemande. En 1930, il est élu membre du Reichstag. En 1931, il rejoint la SS.
Après l'arrivée du nazisme au pouvoir en 1933, Hans Hinkel est secrétaire des relations avec la Ligue militante pour la culture allemande et intendant de la Chambre de la culture du Reich. En juillet 1933, Hinkel surveille en tant que commissaire d'État le Jüdischer Kulturbund (en). À cette fonction, il détermine si un artiste est juif ou non.
En 1935, Hinkel entre au ministère du Reich à l'Éducation du peuple et à la Propagande. Il est responsable de l'aryanisation. Il fait ainsi pression sur l'acteur populaire Joachim Gottschalk pour qu'il se sépare de sa femme juive. En 1942, il épouse la chanteuse Anita Spada (il fut giflé la même année par Lale Andersen avec qui il fut trop entreprenant).
Fin 1942, Hans Hinkel prend la direction du service du cinéma. Il organise les projections avant les sorties auprès des responsables de la propagande et des membres des institutions et des autorités.
En mars 1944, Hans Hinkel est le nouveau Reichsfilmintendant (de). À ce titre, il fait en sorte que, dans les dernières étapes de la guerre, plus de la moitié de tous les membres de l'industrie du cinéma allemand soient enrôlés de force dans l'armée ou le Volkssturm. Il est arrêté en 1945 et remis à la Pologne en 1947 pour son implication dans le vol des biens culturels polonais. Il est remis à l'Allemagne fédérale en 1952 pour être jugé de ses crimes en Allemagne.

## Source de la traduction
- (de) Cet article est partiellement ou en totalité issu de l’article de Wikipédia en allemand intitulé « Hans Hinkel » (voir la liste des auteurs).